# Imperi Nou d'Egipte
L'Imperi nou, de vegades referit com a Imperi egipci, és el període de la història de l'antic Egipte entre el segle xvi aC i el segle xi aC, que comprèn les dinasties XVIII, XIX, i XX. L'Imperi nou (1570-1070 aC) va succeir al segon període intermedi i va ser succeït pel tercer període intermedi. Va ser l'època més pròspera d'Egipte i va marcar el seu zenit com a potència.

## Situació històrica
Possiblement com a resultat del govern estranger dels hicsos durant el segon període intermedi, l'Imperi nou a Egipte va guaitar de crear un tap entre el llevant i Egipte, i va assolir la seva màxima extensió territorial. Es va estendre cap al sud a dins de Núbia i va retenir extensos territoris al Pròxim Orient. Els exèrcits egipcis van lluitar contra l'exèrcit hitita pel control de l'actual Síria.
La dinastia XVIII comprèn alguns dels faraons més famosos, inclosos Amosis I, Hatshepsut, Tuthmosis III, Amenhotep III, Akhenaten i Tutankamon. La reina Hatshepsut es va concentrar a estendre el comerç exterior egipci, i va enviar una expedició comercial al País de Punt. Tuthmosis III («el Napoleó d'Egipte») va desenvolupar l'exèrcit, que va dirigir amb èxit, i va crear l'imperi més gran que mai havia contemplat Egipte.
Un dels faraons més ben coneguts de la dinastia XVIII és Amenhotep IV, que va canviar el seu nom pel d'Akhenaten en honor d'Aten i el culte exclusiu a Aten, la qual cosa s'interpreta sovint com al primer intent de monoteisme de la història. El fervor religiós d'Akhenaten seria la raó perquè va ser posteriorment esborrat de la història egípcia. Sota el seu regnat, al segle xiv aC, l'art egipci va florir i va assolir un nivell de realisme sense precedents.
Cap al final de la dinastia XVIII, la situació havia canviat radicalment. Ajudats per l'aparent falta d'interès en els afers internacionals de l'Akhenaten, els hitites havien guanyat gradualment més influència a Síria i Palestina i havien esdevingut una potència més gran en la política internacional. Una potència que tant Seti I com el seu fill Ramsès II van haver d'enfrontar.

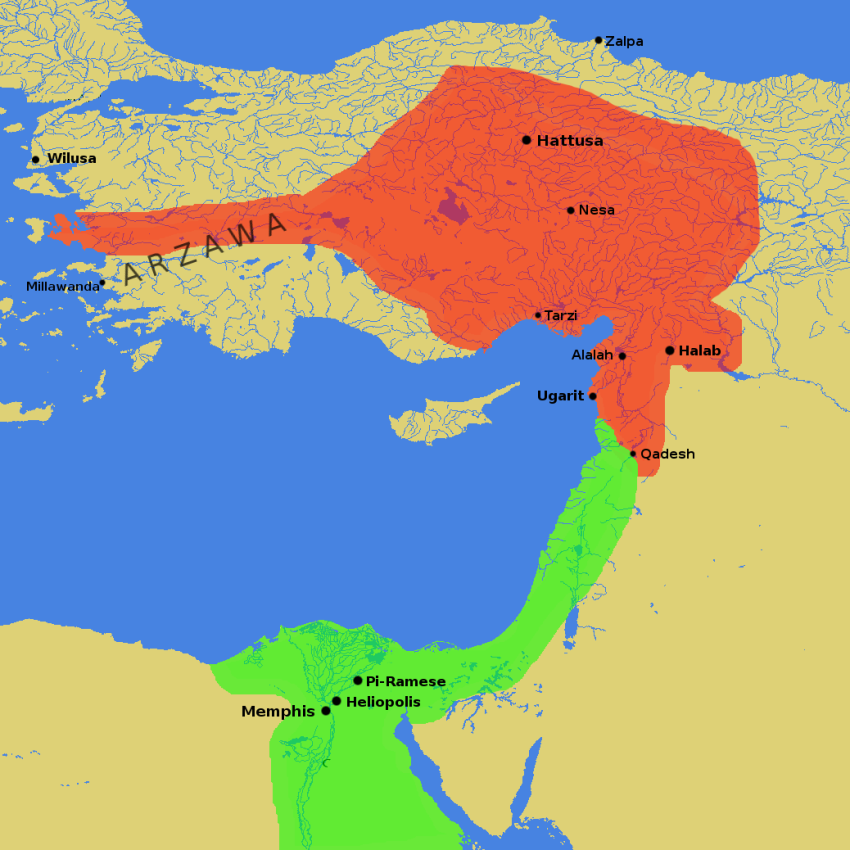
Imperis egipci i hitita, pels volts del temps de la batalla de Cadeix

La discussió del poder de l'antic Egipte com a estat nació va arribar al seu punt àlgid durant el regnat de Ramsès II («el Gran») de la dinastia XIX. Aquest va ambicionar de recuperar territoris al llevant que havien estat ocupats per la dinastia XVIII. Les seves campanyes de conquesta van culminar en la batalla de Cadeix, en què va liderar els exèrcits egipcis contra els del rei hitita Muwatallis II i va caure en la primera emboscada militar coneguda de la història, però gràcies a l'arribada de Ne'arin, Ramsès va poder concentrar les seves tropes i capgirar la batalla contra els hitites. Ramsès II també és conegut pel gran nombre de nens que va tenir amb les seves diverses esposes i concubines; la tomba que va construir per als seus fills, molts dels quals va sobreviure, a la vall dels Reis ha demostrat ser el complex funerari més gran d'Egipte.
Els seus successors immediats van continuar les campanyes militars, tot i que l'increment de problemes a la cort -la qual en un moment donat va posar un usurpador (Amenmesse) al tron- va fer més difícil de retenir-ne el control efectiu pel faraó sense incidents. Es considera àmpliament que l'últim "gran" faraó de l'Imperi nou fou Ramsès III, un faraó de la dinastia XX que va regnar unes quantes dècades després de Ramsès II. Al vuitè any del seu regnat, els Pobles de la mar van envair Egipte per terra i mar. Ramsès III els va derrotar en dues grans batalles terrestres i navals. Va declarar que els havia incorporats com a pobles sotmesos i els havia establerts al sud de Canaan. La seva presència a Canaan hauria contribuït a la formació de nous estats en aquesta regió, com els filisteus, després del col·lapse de l'Imperi egipci. També es va veure obligat a lluitar contra la invasió de tribus líbies en dues grans campanyes al delta occidental d'Egipte entre els anys 6 i 11 del seu regnat, respectivament.
Fou costum durant l'Imperi nou que faraons posteriors, especialment durant la dinastia XIX, usurpessin les inscripcions reials.

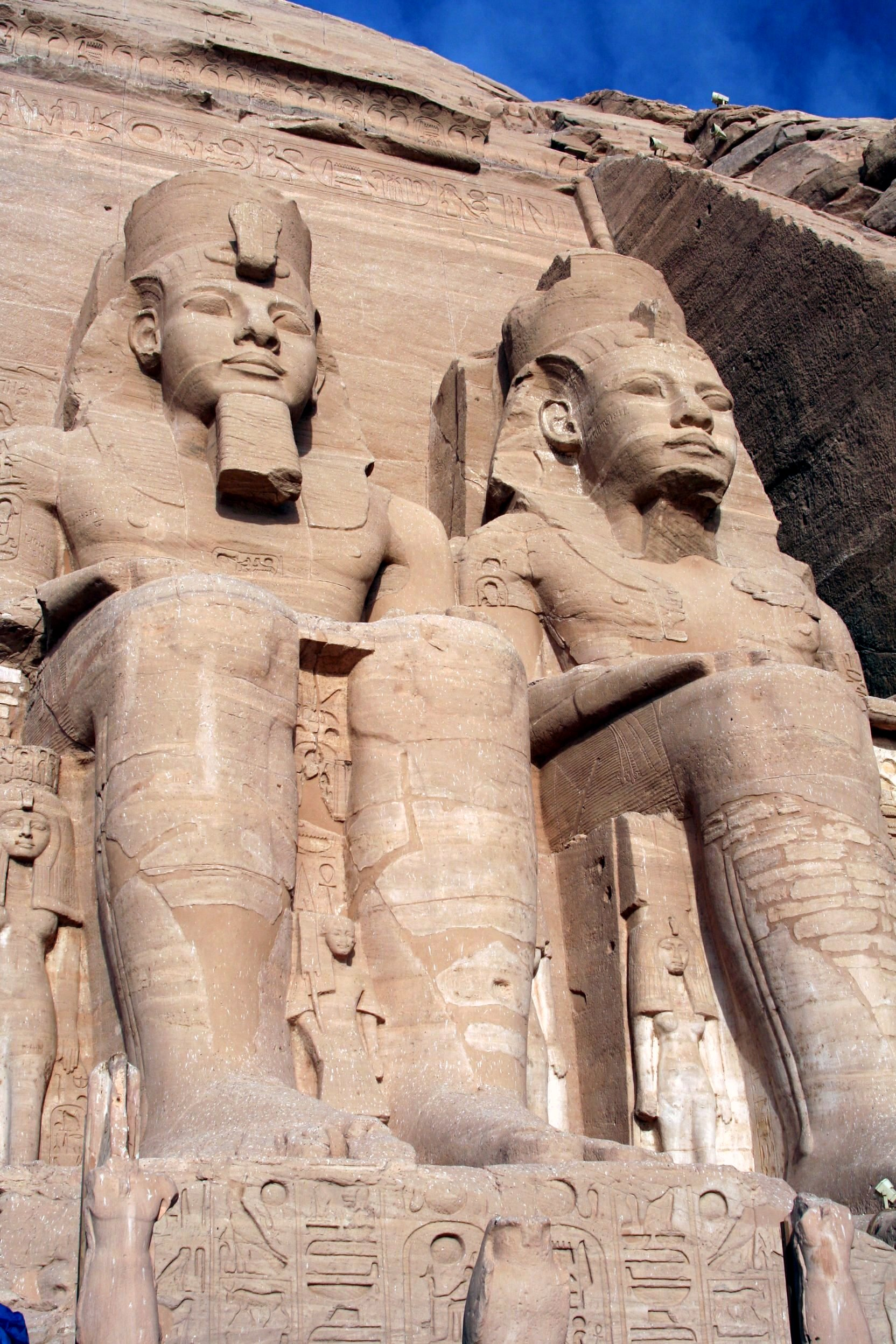
Relleus col·lossals de Ramsès II al temple dedicat a ell a Abu Simbel

## Primeres campanyes militars
Amosis I (1550-1525 aC), tot i ser descendent directe dels governants de la XVII dinastia tebana, és considerat el primer sobirà de la dinastia XVIII perquè fou l'unificador d'Egipte. Aquest rei va prosseguir la seva activitat militar a Àsia; al cap de poc, va prendre la ciutat de Sharuhen (en l'actual franja de Gaza). Aquesta regió tenia gran importància geopolítica i econòmica, ja que controlava el principal pas d'Egipte cap al nord, a la franja costanera. És molt probable que les primeres campanyes asiàtiques d'Amosis estiguin relacionades amb les operacions militars contra els hicsos; les ciutats del Canaan meridional sembla que estaven en l'àrea d'influència d'Àvaris.
Les guerres contra els hicsos i a Àsia van permetre la formació d'un exèrcit organitzat i veterà. La major ocupació dels primers reis de la dinastia XVIII va ser continuar l'obra d'Amosis, és a dir, aconseguir el domini militar tant a Núbia com en el llevant, com en el cas del seu fill, Amenhotep o Amenofis I (1524-1504 aC.), que va estendre la frontera més enllà dels límits del regnat anterior.
El successor d'Amenhotep, Thutmose o Tuthmosis I (1504-1492), va realitzar importants incursions sobre Canaan i Síria, i arribà fins a l'Eufrates.

## Economia

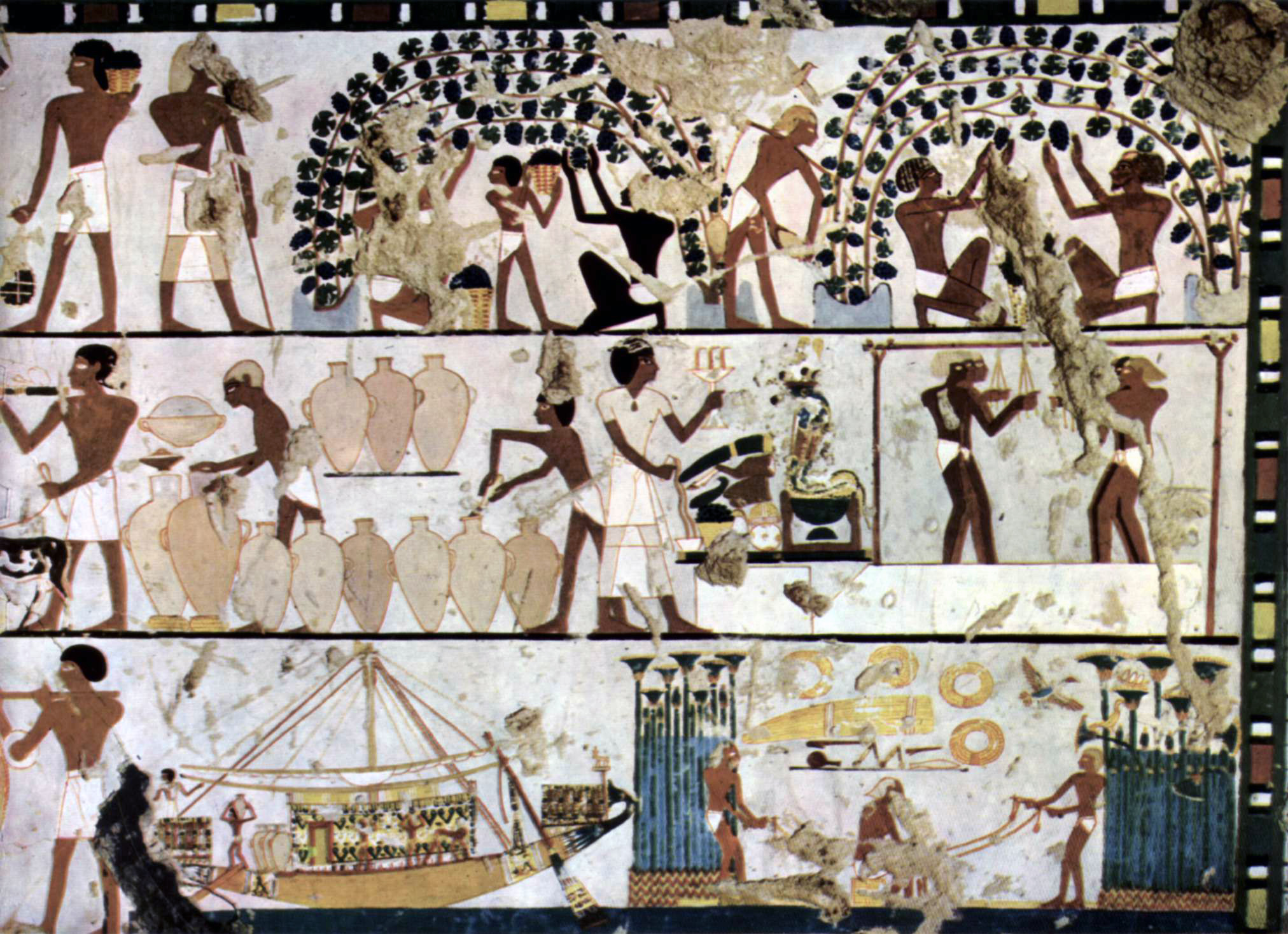
Treballadors egipcis. Pintura en una tomba tebana.

Les campanyes militars, a més de proveir gran quantitat de tributs, possibilitaven l'expansió econòmica. Les explotacions mineres eren organitzades directament pel govern faraònic, i protegides mitjançant la presència militar. Entre aquestes destaquen:
- D'or, pedra i diorita (utilitzada aquesta última per a l'elaboració d'escultures) de Núbia. El governador egipci de Núbia posseïa el títol de "supervisor de les mines d'or d'Amon".
- De coure i de pedres precioses (turquesa) del Sinaí.
- D'or, pòrfir i alabastre al desert oriental.

És interessant l'elecció dels "déus protectors" de les explotacions mineres: Amon, molt popular a Núbia, de les d'or d'aquest país, i Hathor de les de turquesa del Sinaí. La riquesa minera era monopolitzada pel govern, que la utilitzava per a la construcció i reparació d'edificis públics, especialment temples, palaus i necròpolis, de manera destacada a Tebes. Era comú sepultar els reis i els membres de la família reial a la capital; fou així com la necròpoli reial es va situar davant Karnak, a l'alçada de Tebes, però en el marge occidental del Nil, o sigui, l'oposat.
Estava en auge el comerç a gran escala, amb Àsia o amb altres punts de la Mediterrània oriental que, d'altra banda, no s'havia interromput en cap moment davant la presència hiksa al delta durant el període intermedi. Hi ha proves que el comerç a través de la mar Roja i l'oceà Índic va assolir un gran desenvolupament. Les fonts egípcies esmenten intercanvis amb el país de Punt (identificat en l'actual Somàlia), i es van trobar objectes egipcis de la dinastia XVIII a la regió equatorial d'Àfrica oriental, un fet que, si bé en si mateix no demostra l'abast de les expedicions comercials egípcies, testimonia el desenvolupament comercial dels pobles de la conca de l'Índic.

## Regnats de Tuthmosis II a Tuthmosis IV
Tutmose II o Tuthmosis II (1492-1479), el fill de Tutmose I, va haver d'esclafar una revolta a Núbia durant els seus primers anys de regnat. També li va tocar reforçar les seves possessions al Sinaí i detenir invasions de beduïns, a la frontera amb Aràbia. El traspàs de poders era aprofitat per les regions sotmeses per rebel·lar-se, ja que era un moment de debilitat de la monarquia. La successió de Tutmose II va resultar conflictiva. La legitimitat del faraó s'aconseguia mitjançant el matrimoni d'aquest amb la seva germana; així, en aquest cas en particular, es buscava mantenir pura la descendència de la família del fundador, Amosis. Però, durant la dinastia XVIII, no hi va haver, -en la majoria dels casos- descendència masculina de la unió entre germans, per la qual cosa els reis anomenats Tuthmosis (I, II i III) són fills d'esposes secundàries.
Això va possibilitar, després de la mort de Tuthmosis II sense descendència legítima masculina (tampoc ell no era estrictament legítim en el sentit que era fill d'una esposa secundària), l'ascensió d'Hatxepsut, la seva germanastra i esposa reial, la sang de la qual era més pura. Hatxepsut, amb el suport del clergat d'Amon, es va proclamar faraona (1473-1458), i relegà Tuthmosis III, fill de Tuthmosis II. La coronació d'una dona com a faraona era un cas atípic, però tenia precedents. En el regnat d'Hatxepsut, se situa l'auge del comerç amb el país de Punt, per la mar Roja. El principal interès era l'encens utilitzat per als rituals egipcis. Fins i tot, Hatxepsut va aconseguir produir encens en el mateix Egipte.

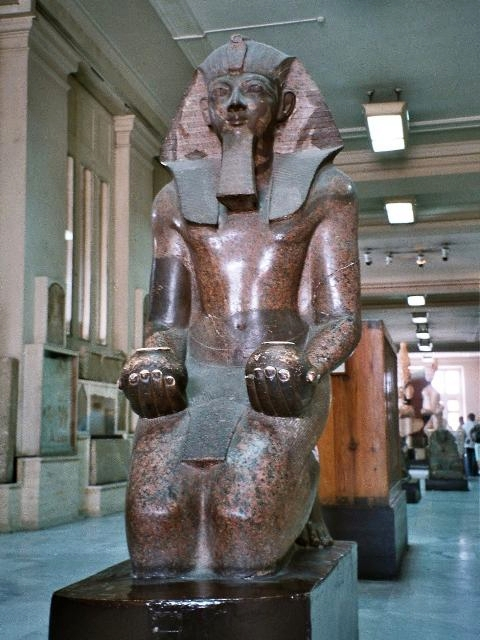
Tuthmosis III, Museu Egipci, El Caire

Morta Hatxepsut, Tutmose III o Tuthmosis III (1479-1425 aC), fill de Tuthmosis II, va començar a regnar de fet. Segons alguns autors, va ser qui va eliminar les referències a Hatxepsut en els temples. Des del començament del seu regnat, va haver de fer front a revoltes a Síria, patrocinades pel regne hurrita de Mitanni (al nord de Mesopotàmia). Va derrotar la confederació siriana comandada per Cadeix a la rodalia de Meguidó (Canaan): els va sorprendre per la rereguarda, i després va prendre la ciutat. Va enfortir el seu poder a Canaan, i va seguir cap a Síria, on va prendre diverses ciutats sirianes prohurrites. Fins i tot, arribà a creuar l'Eufrates. L'arqueologia mostra durant aquesta època grans destruccions a les ciutats de Canaan i Síria que poden haver estat provocades per les campanyes de Tutmose. A més, va realitzar unes quantes expedicions militars més a Núbia. Les campanyes de Tutmose III van acumular gran quantitat de botins i tributs, fins i tot de potències estrangeres, com Xipre, Creta, Babilònia i Hatti. Va construir temples a Karnak (prop de Tebes, al sud), i a Heliòpolis i Memfis (al nord).
Durant el regnat del fill de Tutmose III, Amenhotep o Amenofis II (1427-1400), es va intensificar la guerra amb Mittani. Aquest sobirà va fer una campanya en què va rebre tribut de Mittani i d'Hatti (regne de l'actual Turquia central). Les campanyes periòdiques dels faraons de la dinastia XVIII semblen estar dirigides a aconseguir el reconeixement i tribut de les ciutats estat de Síria i Canaan, i de potències estrangeres (mitjançant la força o la intimidació), a més d'intentar minvar la influència de Mittani (no es tractava d'enfrontaments directes entre les dues potències, Egipte i Mitanni).
Amb Tuthmosis IV (1400-1390), va començar un període de pau, amb aliances matrimonials entre els reis hurrites i egipcis, i es va enfortir la posició a Núbia i al llevant. Tuthmosis IV va fer construir gran quantitat de temples -especialment al nord- dedicats al culte solar (Ra), per contrarestar el poder del culte al déu Amon, concentrat aquest a la capital, Tebes.

## Administració i diplomàcia durant els regnats d'Amenhotep III i Akhenaton
El ministre Amenhotep és un bon exemple d'una carrera política ascendent durant el regnat d'Amenhotep III, que destaca per una bona organització i estabilitat, i que és considerat l'apogeu de la dinastia XVIII.
Pel que fa al govern de les possessions estrangeres, a Núbia hi havia un governador egipci; en canvi, a Àsia, l'hegemonia egípcia es basava en relacions entre el gran rei (d'Egipte) i el petit rei vassall (de cadascuna de les ciutats asiàtiques).
Amb Tuthmosis IV, i en especial en el regnat del seu fill Amenofis o Amenhotep III (1390-1355), va començar un període en el qual les relacions internacionals amb les potències asiàtiques (Mittani, Assíria, Babilònia, Hatti, Xipre) es van desenvolupar en general amistosament. Les tauletes d'Amarna, trobades en la que va ser la ciutat d'Akhetaton (la capital d'Amenhotep IV), són la principal font per a estudiar les relacions diplomàtiques durant els regnats d'Amenhotep III i Amenhotep IV. Algunes testimonien l'intercanvi de princeses (per tal de ser casades amb el rei o amb membres de la reialesa) i de "presents" (una mena de comerç entre les cases reials). D'altres, esmenten les relacions del faraó amb els seus petits vassalls del llevant. Sobre això últim, els sobirans asiàtics que mantenien relacions diplomàtiques amb Egipte, es queixaven que els petits reis vassalls del faraó robaven les seves caravanes.

## Akhenaton i els seus successors

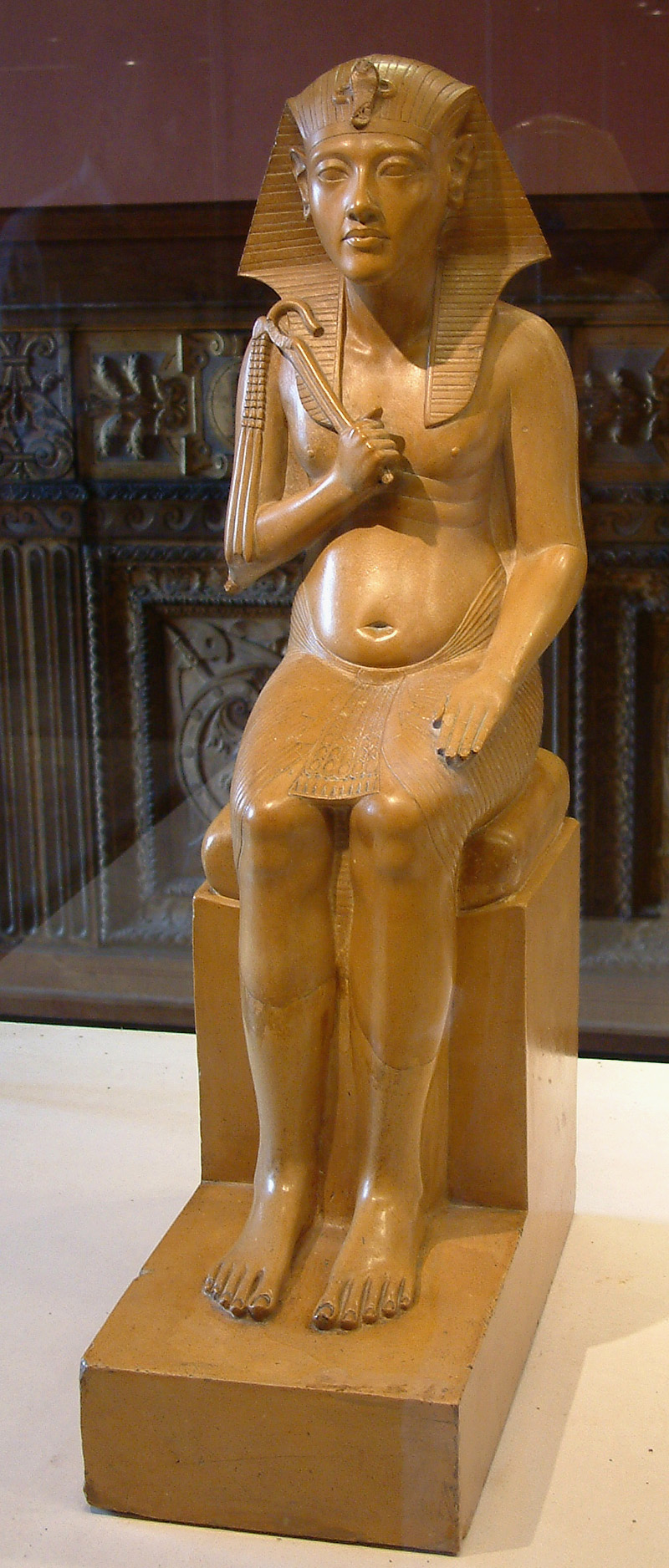
Akhenaton, Museu del Louvre

En morir Amenhotep III, el va succeir el seu fill Amenhotep IV (1352-1335), que va canviar-se el nom a Akh-en-Aton ('Servidor d'Aton'), i la capital va passar de Tebes a Akhetaton ('Horitzó d'Aton'). Als pocs anys del seu regnat, va abandonar Tebes, on el clergat era més poderós que el mateix rei, i va fundar una nova capital en l'Egipte mitjà, anomenada Akhetaton, situada a l'actual Al-Amārna. A partir d'aquest moment, es va intensificar la persecució contra l'amonisme, no sols dels sacerdots tebans, sinó també d'altres regions egípcies, i cap a la població. Es va imposar de manera obligatòria el culte a Aton; es van suprimir tots els altres déus, la qual cosa comportà una forma de monoteisme. A més, es van començar a destruir temples i imatges i, sobretot, a esborrar els noms de les altres divinitats.
Cap al final del seu regnat, la situació, fins i tot dins la mateixa cort d'Amarna, era caòtica. Pel que sembla, Akhenaton estava més interessat en temes religiosos o artístics que en l'administració de l'estat. Ay, un funcionari de la cort, hi havia aconseguit gran influència. Després de la mort d'Akhenaton, el va succeir primer Semenkhare (1338-1336). No se sap gran cosa d'aquest personatge, i fins i tot es dubta sobre la seva identitat: potser es tractava d'un parent d'Akhenaton (el seu germà?). En canvi, hi ha qui afirma que es tracta de la reina d'Akhenaton, Nefertiti), i després el seu fill Tut-ankh-Aton, encara menor d'edat, i el visir Ay ocuparia el govern efectiu del país. Tutankaton va canviar el seu nom al de Tutankamon, i tornà amb la religió d'Amon, en aliança amb el clergat.

## Expansió hitita
Hatti (regne d'Anatòlia central), en veure's acorralat pels seus veïns, va haver de refiar-se de la seva capacitat militar per sobreviure com a estat. Aviat, van sorgir reis militarment forts que van donar lloc a una sèrie de crisis dinàstiques. El més destacat d'ells va ser Subiluliuma I, que va conquistar Cilícia (regió costanera de l'actual Turquia a la frontera amb Síria), amb la qual cosa entrà en contacte amb l'esfera d'influència de Mitanni. Subiluliuma va evitar una guerra de posicions amb els hurrites, va envair Mittani pel nord, i en els anys següents va prendre o va reduir a vassallatge les ciutats estat sirianes, la majoria dependents de Mittani. Més tard, va aconseguir instal·lar un rei prohitita a Mittani, però al seu torn va aparèixer un altre enemic dels hitites recolzat per la veïna Assíria. Això va significar la definitiva decadència de Mittani.
L'imperialisme hitita es caracteritzava pel seu interès de conquesta permanent de les ciutats estat de Síria. Per exemple, Carquemix, una de les ciutats que més resistència va oposar, en els segles següents a la dissolució de l'Imperi Hitita va ser un dels més importants estats neohitites (d'herència politicocultural hitita). Entre els petits estats passats a Subiluliuma, hi havia diversos vassalls d'Egipte: Cadeix, Amurru i Ugarit. Tot i que Ugarit es trobava distant d'Egipte i era només un vassall nominal, a Amurru hi havia un governador egipci permanent. Més tard, els hitites van avançar cap al sud i arribaren a la zona de Damasc.
L'expansió hitita sobre l'àrea d'influència egípcia s'explica, en primer lloc, per la seva capacitat militar i perquè coincideix amb les reformes d'Akhenaton. Sembla que aquestes reformes van portar conflictes interns durant el regnat del mateix faraó i, amb seguretat, després de la seva mort. A això, se sumen les desunions polítiques en la mateixa cort: se sap, segons fonts hitites, que un membre femení de la família reial egípcia (en el període immediatament posterior a la mort d'Akhenaton) va demanar a Subiluliuma una aliança matrimonial, i que el fill del rei hitita enviat a Egipte amb aquest objecte va ser assassinat.

## Època ramsèssida (dinasties XIX i XX)
El djati (visir) Ay (Kheperkheperura) va succeir el jove Tutankamon i es va proclamar rei (1327-1323). Ay va ser reemplaçat per Horemheb (1323-1295), personalitat sortida de l'exèrcit. D'ell, se'n coneixen uns edictes que intenten posar ordre amb mà dura. És probable que va participar en les anteriors guerres contra els hitites. De fet, se sap que va fer durant el seu regnat expedicions contra ells i que va ser derrotat. Horemheb va morir sense descendència, per la qual cosa el tron va passar a Ramsès I (1295-1294), que era visir i un destacat general de l'exèrcit. Ramsès I, segons sembla, pertanyia a una família d'origen hikse d'Àvaris. El seu regnat va durar tot just un any, però va fundar la dinastia XIX. La majoria dels seus membres, com el mateix Ramsès, van ser comandants de l'exèrcit del faraó anterior i els seus corregents.
A Ramsès el va succeir el seu fill Seti I el Gran (1294-1279). El seu regnat va continuar la pacificació de les regions frontereres, completament deixades de banda durant el regnat d'Akhenaton. Reconquerí gran part de Canaan, i va dur a terme expedicions a Síria, sota el poder hitita, i a Líbia.
Mort Subiluliuma I, rei d'Hatti, la influència hitita s'havia estabilitzat a Cadeix, però Egipte havia recuperat Amurru. No es pot establir un límit exacte del poder de les dues potències (Egipte i Hatti). Dos imperis d'expansió i poder similar a la regió, i en ple conflicte (com passava en aquesta època amb els egipcis i els hitites), significava la plena decadència de les ciutats, fonamentalment perquè les guerres dificultaven el pas de les caravanes i desestabilitzaven la situació política de les ciutats.

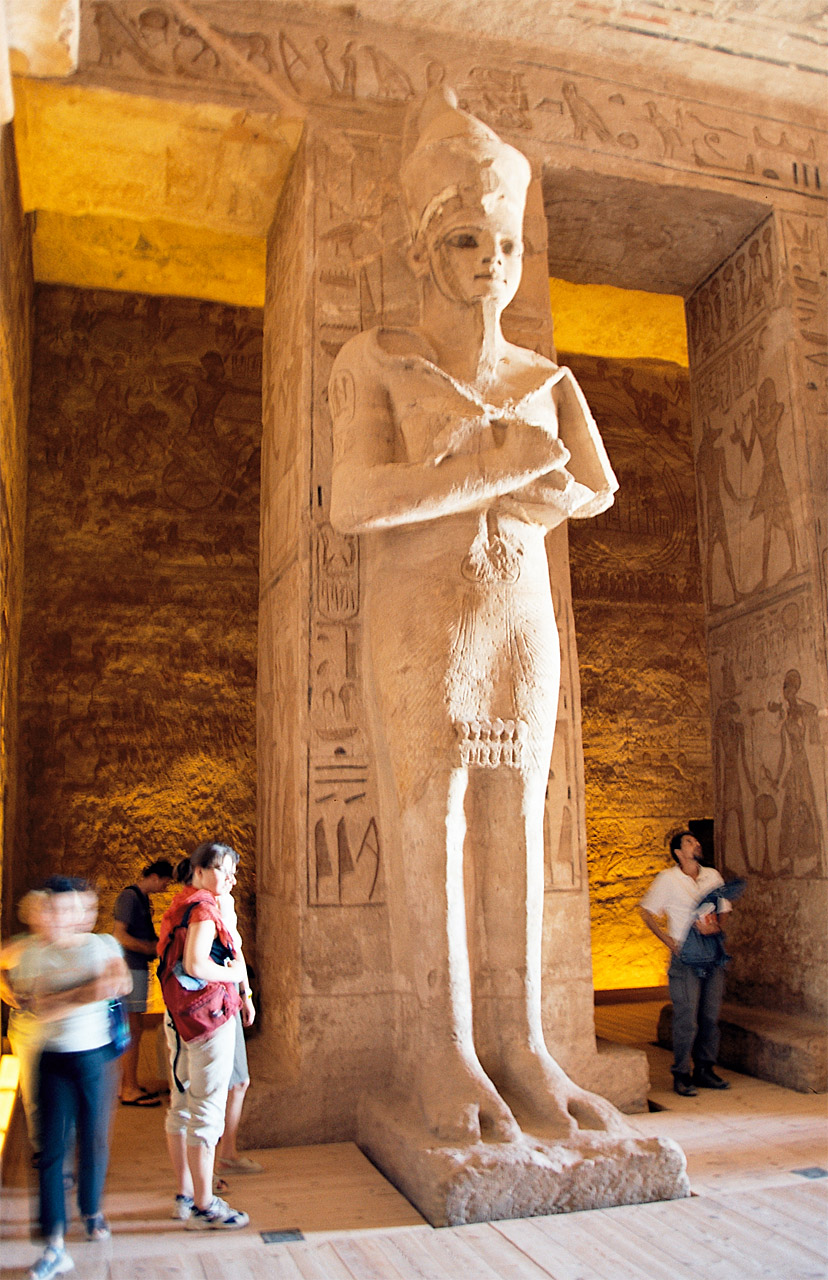
Estàtua de Ramsès II a l'interior d'Abu Simbel

El successor de Seti I va ser Ramsès II (1279-1213). Aquest, com el seu pare Seti, tot just començat el seu regnat va realitzar expedicions a Àsia. Va enfortir la seva posició a la zona d'ocupació egípcia, i va avançar amb el seu exèrcit cap al nord. El seu objectiu era reconquerir Cadeix i impedir un contraatac. Va ser emboscat a la rodalia de Cadeix per un exèrcit compost per hitites i tropes auxiliars de diverses ciutats sirianes, entre aquestes la mateixa Cadeix, comandades pel rei Muwatallis II d'Hatti.
Segons la versió egípcia, va ser una victòria pròpia, i viceversa en la història hitita. En tot cas, no va ser un victòria definitiva, i les respectives esferes d'influència es van mantenir aproximadament com estaven. A més, posteriorment, es va segellar un tractat de pau entre Ramsès i el successor hitita Hattusilis III. De tota manera, el més probable és que els hitites decidissin acabar la guerra per causa de l'amenaça que significava l'expansió d'Assíria, un regne del nord de la Mesopotàmia. L'esmentat tractat va significar la fi de les pretensions de Ramsès d'estendre encara més el seu imperi, en tractar d'igual a igual el seu adversari hitita.
Al final del regnat d'Akhenaton, el model religiós atonista estava col·lapsat. En els regnats posteriors, el clergat d'Amon va aconseguir enfortir la seva posició, especialment al sud, mentre una successió de reis militars (d'Horemheb a Ramsès II) s'ocupaven de la pacificació de les fronteres (Líbia, i especialment Àsia). Ara bé, acabada la guerra contra els hitites, Ramsès II es va proposar integrar políticament i cultural les possessions asiàtiques a Egipte. La capital, Pi-Ramsès, era a la frontera d'Àsia i Àfrica, en el mateix emplaçament que Àvaris, l'antiga capital dels hicsos, o a la rodalia, on convivien egipcis i semites.
Segons el Llibre de l'Èxode, els israelites van treballar en la construcció de la capital, així com a la ciutat de Pi-Tom, situada en la mateixa regió, tot i que més al sud. De la mateixa manera, va fomentar l'assimilació dels déus asiàtics amb els egipcis. Per exemple, Seth, un déu de la guerra originari de l'Alt Egipte, havia estat relacionat des dels temps hicsos amb Baal, el déu cananeu de les tempestes. Com que sabia que aquesta relació persistia, Ramsès va elevar Seth a la categoria de déus com Ptah, Ra o Amon (Amon-Ra), fins i tot Seth va formar part dels noms de dos faraons de l'època ramsèssida (Seti I i II). Això concorda més amb el caràcter militarista de la dinastia ramsèssida, ja que Seth era un déu guerrer.
Ramsès va fer construir i restaurar molts temples a Tebes (Luxor i Karnak), a la capital, Pi-Ramsès, i a Núbia. El temple més destacat és el d'Abu Simbel (Núbia). Erigit en honor seu, era una forma de mostrar el seu poder en aquesta regió. El seu interès per Núbia -i el dels seus predecessors, Horemheb i Seti I- es va manifestar amb la construcció de temples dedicats a Amon a Napata, centre nubià del culte a aquest déu.
Ramsès II va morir el 1213, després de 66 anys de regnat (el segon més extens de l'antic Egipte), i el va succeir el seu tretzè fill, Meremptah (1213-1203), que va regnar al voltant de deu anys. En els vint anys següents, es van succeir faraons dels quals poc se sap, i finalment Setnakht va prendre el poder, i inaugurà la dinastia XX. El període posterior a la mort de Ramsès II es caracteritza per l'aparició de nous pobles estrangers, coneguts a Egipte com a Pobles de la mar.

### ElsPobles de la mar
Durant els segles XIII, XII i XI aC, tota l'àrea del Pròxim Orient i la conca oriental de la Mediterrània va patir importants processos de moviments de pobles, acompanyats de la crisi i en molts casos destrucció dels grans centres urbans de l'edat del bronze. Va ser un període de crisi i transformació del qual es tenen poques dades, motiu pel qual es coneix com a edat fosca. Les seves causes són complexes i no hi ha acord sobre aquestes. Aquest és només un resum d'algunes possibles causes i del desenvolupament del procés:
Egipte i Hatti es dividien pacíficament el llevant i mantenien una relació cordial. La situació era estable per a Hatti, fins que va perdre la seva font de coure en mans del Regne d'Assíria. Això va portar Hatti a la conquesta de Xipre, gran productor de coure, amb la qual cosa va xocar amb els interessos comercials dels aqueus, que formaven petits regnes de caràcter naval, comercial i militar en el que seria Grècia. Això va provocar una sèrie de guerres entre Hatti i els aqueus. Paral·lelament, Hatti va obstaculitzar el comerç dels aqueus amb les seves possessions del llevant (és a dir, que va fer un embargament comercial contra els aqueus), i fou secundat en això pels seus aliats egipcis.

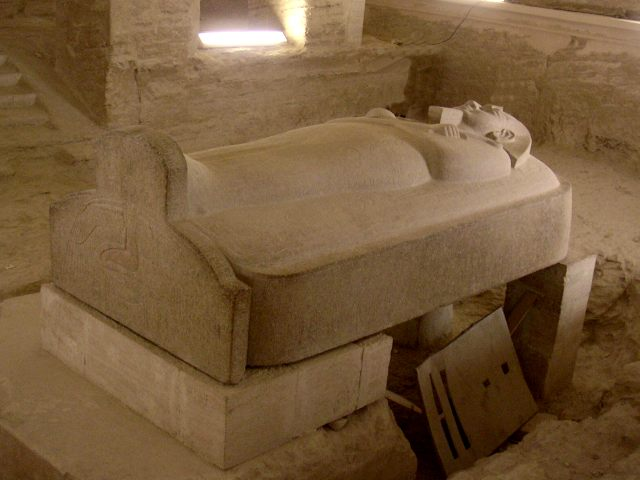
Sarcòfag de Merenptah, tomba KV8, vall dels Reis

Tot això va provocar la decadència del comerç marítim i va potenciar el procés d'inclinació a la pirateria i al saqueig de ciutats costaneres que es desenvolupaven des d'abans. Les víctimes es veien obligades a fugir a l'interior o dedicar-se a la pirateria. Les ciutats de Tars i Ugarit, vassalles dels hitites, van ser saquejades. Hatti va ser durament atacat, i fins i tot hagué de rebre donacions de blat per part del faraó Merenptah (1213-1203 aC), fill i successor de Ramsès II.
De fet, en el regnat de Merenptah, es va dur a terme la primera invasió dels Pobles del mar, els principals grups dels quals eren els tereix, sherden, ekweix, xequeleix i lukka. Alguns dels pobles del mar són esmentats ja en les cartes d'Amarna dels regnats d'Amenhotep III (1390-1352) i Akhenaton (1352-1336). Els sherden havien estat derrotats a la zona del delta per Ramsès II al començament del seu regnat, i havien estat reclutats com a soldats mercenaris i guàrdies del faraó. Els lukka eren vassalls dels hitites i havien lluitat en la batalla de Cadeix contra Ramsès II. Els Pobles del mar van atacar el Baix Egipte en coalició amb els libis. De fet, alguns creuen que, per aquesta època, molts grups emparentats amb els Pobles de la mar s'haurien establert a Líbia. La coalició va ser derrotada per Merenptah.

### Ramsès III i la dinastia XX
Si bé Egipte va ser un dels pocs estats que va resistir les invasions dels Pobles de la mar, i el regnat de Ramsès III va ser el més llarg i estable de la seva època, els símptomes de desordre es feren evidents en els seus últims anys. En primer lloc, una crisi econòmica: males collites, dificultats per al comerç internacional i pèrdua dels tributs de les possessions asiàtiques. Aquest va ser un dels períodes més fecunds en saquejos de tombes reials, i tot fa sospitar un ambient de pobresa general. Una font detalla la primera vaga registrada de la història, duta a terme pels artesans d'un temple a la zona de Tebes: reclamaven majors racions de menjar. A més, relata com un dels líders de la vaga va arribar al càrrec de visir, com les vagues van continuar i com aquest visir es va veure implicat en un intent fallit d'assassinat del faraó, quan aquest últim ja tenia una edat avançada. Segons sembla, Ramsès III va ser finalment assassinat en una altra conspiració.
Durant els propers trenta anys, el tron va ser ocupat per reis febles, també anomenats Ramsès. L'adopció per part de Ramsès III d'aquest nom fa al·lusió a l'intent de restauració del model de govern dels temps de Ramsès II. Les dècades següents es van caracteritzar per la disputa entre el clergat d'Amon a Tebes i la monarquia. Potser la nova ascensió d'Amon a Tebes va tenir a veure amb la decadència del delta, a causa de les contínues invasions. De la mateixa manera, guanyen importància els mercenaris libis. És interessant veure com els libis, malgrat haver estat derrotats a principis del regnat de Ramsès III, van entrar a Egipte de tota manera, i s'establiren al marge dret de la desembocadura més occidental de delta: els anomenats "grans caps dels meixweix".

### La Guerra dels Impurs
El conflicte es va intensificar en les dècades següents. Va esclatar la Guerra dels Impurs, com l'anomenaven els tebans, una mena de guerra santa entre rebels sethians (seguidors del déu Seth) d'Heliòpolis, una ciutat sagrada del Baix Egipte, recolzats per asiàtics, contra el summe sacerdot d'Amon a Tebes. Els monarques, sense poder real, se'n van mantenir al marge, fins que un summe sacerdot tractà de dur a terme un cop d'estat. El faraó va aconseguir destituir-lo, i el va reemplaçar per un general mercenari libi, Herihor. Ell i el seu parent Esmendes I van derrotar els "impurs", i després van succeir a Ramsès XI (1099-1069). Esmendes es va proclamar faraó al Baix Egipte, mentre que Herihor es va convertir en sobirà independent al sud, tot i que detenia únicament el càrrec religiós. Aquesta divisió marca el començament del tercer període intermedi d'Egipte.